# 王子恵須取軌道
王子恵須取軌道（おうじえすとるきどう）とは、かつて樺太恵須取郡恵須取町の恵須取海岸駅から同大平炭山駅の間を結んでいた専用鉄道である。ソ連接収後、シャフチョールスク市が所管するシャフチョールスク市貨物交通部狭軌鉄道（Узкоколейная железная дорога Шахтёрского погрузочно-транспортного управления, ШПТУ）となった。

## 概要

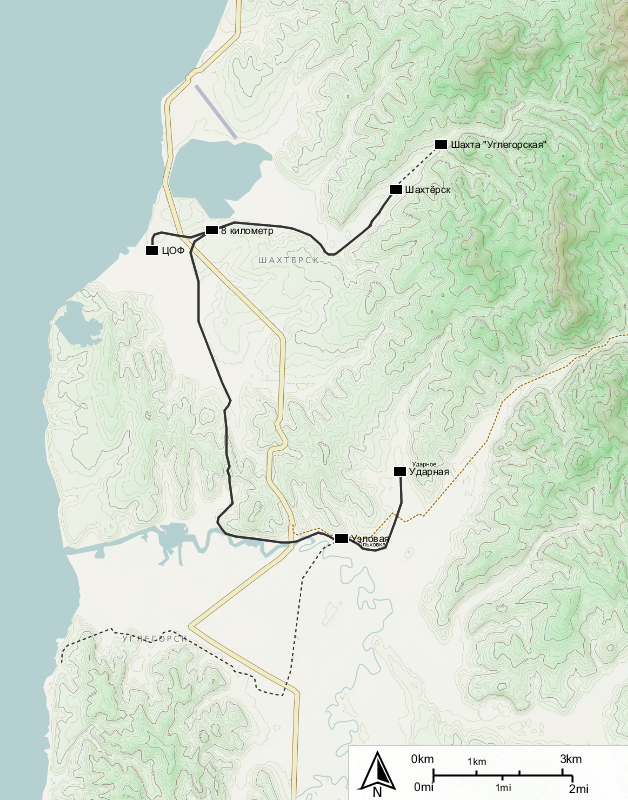
ロコモティブ有限責任会社時代の路線図（2006年一部廃止以降）

恵須取町の大平炭山から出炭した石炭を王子製紙恵須取工場および恵須取港まで輸送することを目的に1931年に開業し、石炭輸送のほか、王子恵須取工場をはじめとする沿線工場の貨物輸送にも用いられた。1937年には海運に代わり石炭輸送を行うために久春内駅から塔路までの樺太庁鉄道の新線建設が始まり、恵須取－塔路間のトンネルなどが完成したが、1942年に工事は中断し、未成線に終わった。
本軌道は1945年にソ連軍に接収されたのち、翌年に国営ウグレゴルスク企業合同に移管された。軌間を762mmから750mmに変更するとともに、未成に終わった旧樺太庁鉄道のトンネルを利用したウグレゴルスク（恵須取）とシャフチョールスク（塔路）を結ぶ新線建設でシャフチョールスク市の旧樺太採炭鉱業上塔路軌道線を路線網に組み込み、ウダルノウスカヤ炭鉱（旧大平炭山）に加えてウグレゴルスク炭鉱（旧三菱塔路炭鉱）の石炭輸送も行った。
このあと、ウグレゴルスク炭鉱のあるシャフチョールスク市役所に貨物交通部が新設され、ウグレゴルスク市内の一部区間を除いて本軌道の運営が移管された。2炭鉱の石炭や坑道に用いる坑木などの資機材のほか、ウグレゴルスクパルプ製紙工場（旧王子製紙恵須取工場）の原料や製品を輸送した。ウグレゴルスクとシャフチョールスクの2か所に機関区を置き、1960年代から1970年代にかけてТУ4形、ТУ5形、ТУ7А形の各750mm軌間ディーゼル機関車を導入した。
しかし1970年代には乗合バスへの転移で旅客輸送はほとんどなくなり、ソ連崩壊後の1990年代には貨物輸送も激減したため、シャフチョールスク市は鉄道株式会社（АО «Железнодорожник»）を設立して運営を民営化。同社はのちロコモティブ有限責任会社（ООО «Локомотив»）に改組されて鉄道運営を継続したが、2005年にウグレゴルスクパルプ製紙工場の閉鎖とウグレゴルスク炭鉱の閉山が相次ぎ、製紙工場周辺やウグレゴルスク炭鉱周辺の路線を廃止した。
沿線に最後まで残ったウダルノウスカヤ炭鉱（2004年、サハリンウーゴル6に改称）については、周辺の道路状況の悪さから自動車輸送への切り替えができなかったため、ウダルノウスカヤ炭鉱－8キロポスト－中央選炭場間で石炭輸送の貨物列車を運行し、8キロポスト－シャフチョールスク機関区間は車両の出入区にのみ使用する形で運営を続けた。しかし2017年にサハリンウーゴル6が閉山したため、本鉄道も運営を取りやめ全線が廃止された。

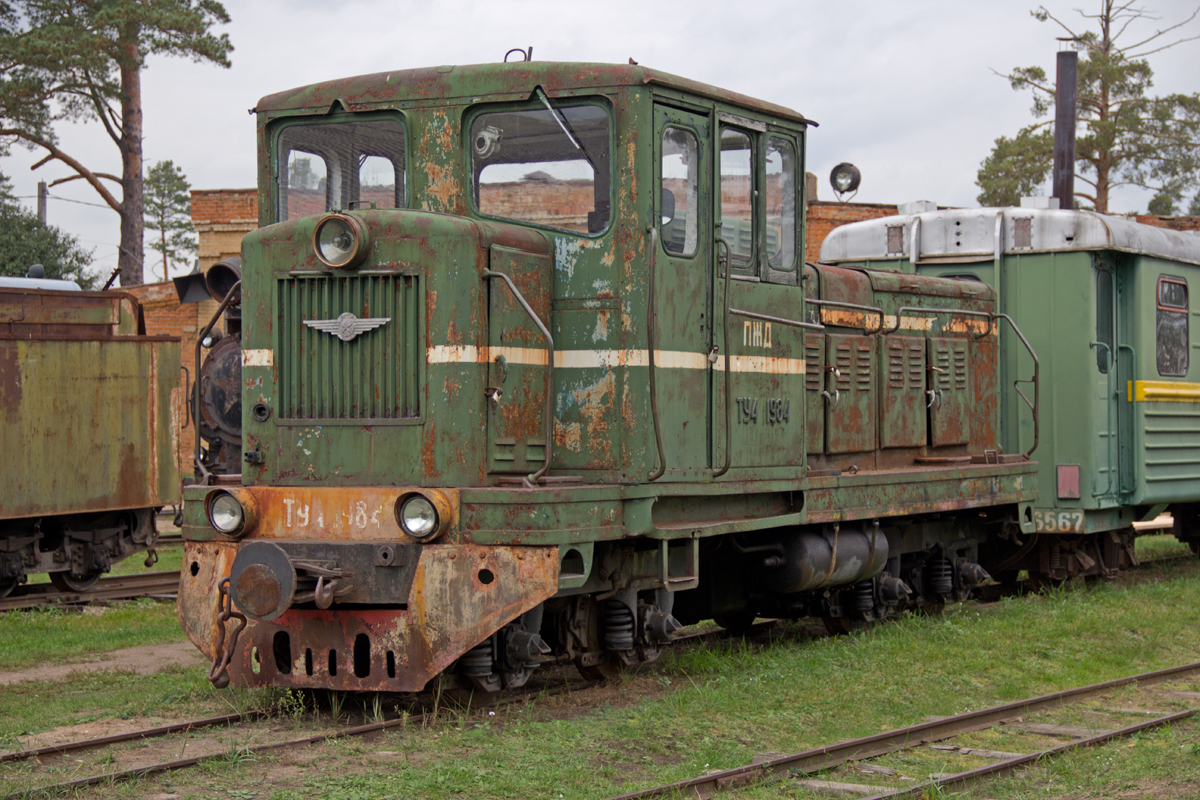
ТУ4形ディーゼル機関車
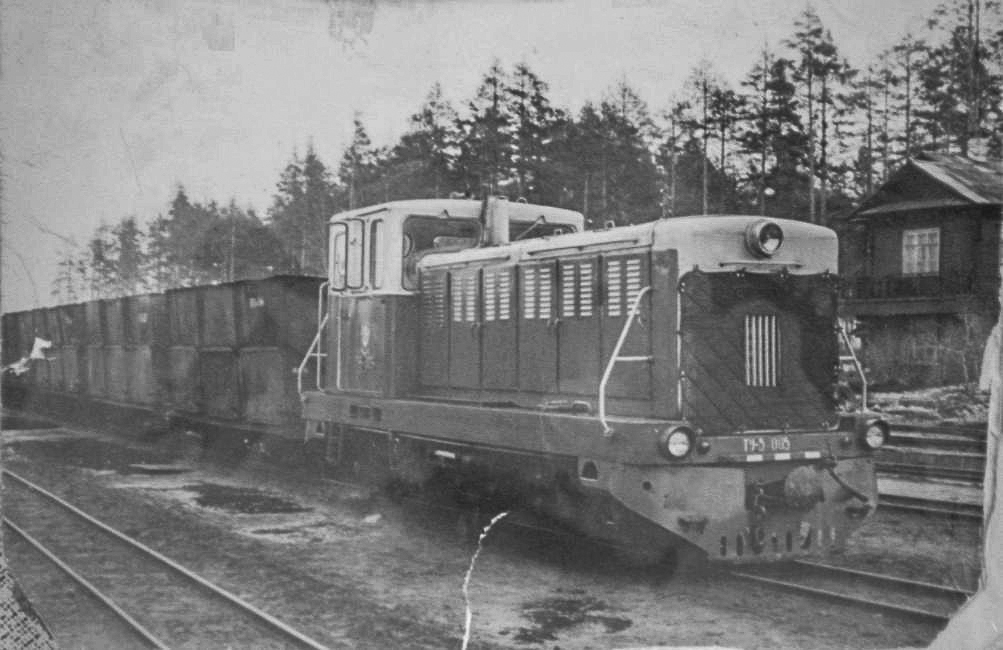
ТУ5形ディーゼル機関車
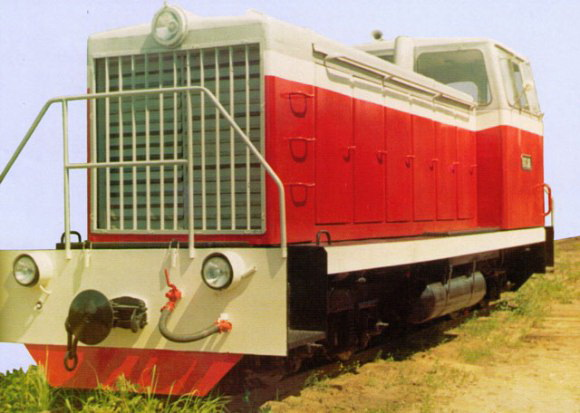
ТУ7А形ディーゼル機関車

## 路線
（王子恵須取軌道）
- 路線距離：恵須取海岸駅 - 大平炭山駅間：12.6km
- 軌間：762mm（ソ連編入後は750mmに改軌）
- 電化区間：なし（全線非電化）

## 沿革
- 1924年12月：大平炭鉱（ロシア語版）が開山[1]。
- 1931年：開業[2]。
- 1943年3月：旅客営業開始[3]。
- 1945年8月：ソ連軍が接収。762mmから750mmに改軌。
- 時期不明：旧樺太採炭鉱業上塔路軌道との間の連絡線が完成。
- 2006年：一部区間廃止。
- 2017年：全線廃止。

## 駅一覧
（王子恵須取軌道）
| 駅名         | 営業キロ | 接続路線 | 所在地 | 所在地   | 所在地   |
| ------------ | -------- | -------- | ------ | -------- | -------- |
| 恵須取海岸駅 | 0.0      |          | 樺太   | 恵須取郡 | 恵須取町 |
| 入泊駅       |          |          | 樺太   | 恵須取郡 | 恵須取町 |
| 大平炭山駅   | 12.6     |          | 樺太   | 恵須取郡 | 恵須取町 |